# Jules-César Savigny
Pour les articles homonymes, voir Savigny.
Marie Jules César Lelorgne de Savigny (ou Lelorgue de Savigny), né le 5 avril 1777 à Provins et mort le 5 octobre 1851 à Gally (située sur la commune de Versailles), est un zoologiste français.

## Biographie
Issu d’une lignée de magistrats, il fait des études religieuses et est d’abord destiné à la prêtrise. Mais après la Révolution, sa famille est ruinée et Savigny se voit contraint de travailler dès l’âge de seize ans. Il devient préparateur dans une pharmacie et se découvre un intérêt pour la science. Peu de temps après, il entre à l’École de Santé de Paris. Il se fait recruter pour la campagne d'Égypte comme zoologiste spécialisé sur les invertébrés (1798–1802). Membre de l'Institut d'Égypte le 22 août 1798 dans la section de physique, il fait la campagne de Syrie, voyageant à pied pour ramasser tous les insectes et serpents qu'il trouve sur sa route.
Il fit paraître en 1805 son Histoire naturelle et mythologique de l'ibis et entre 1816 et 1820 un important Mémoires sur les animaux sans vertèbres puis publia entre 1809 et 1813 une cinquantaine de planches sur les insectes récoltés durant cette campagne.
Atteint d'ophtalmie dans la vallée du Nil, il est frappé en 1817 et 1824 par une grave maladie des yeux qui l'oblige à rester dans l'obscurité. Sujet à des hallucinations, il doit d'abord suspendre ses activités, puis les arrêter complètement. Presque aveugle dès 1829, Savigny ne put écrire les textes devant accompagner son essai sur les arthropodes. Victor Audouin accepta de terminer le travail, mais Savigny refusa de se séparer des planches originales. Il publia par ailleurs en 1811 un in-folio de 72 pages et 14 planches intitulé Système des oiseaux de l'Égypte et de la Syrie.
Il fut élu membre de l'Académie des sciences le 30 juillet 1821, et était membre de plusieurs académies étrangères : Amsterdam, Édimbourg, Oxford. Il est mort à Gally près de Versailles en 1851.

## Hommages

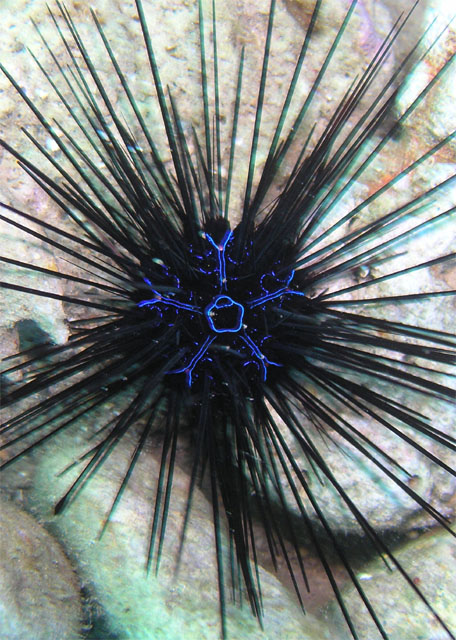
L'oursin-diadème de Savigny (Diadema savignyi (Audouin, 1809)) est l'une des espèces les plus courantes dans les écosystèmes coralliens de l'Indo-Pacifique.

De nombreuses espèces animales portent son nom :
- Argiope savignyi Levi, 1968
- Tethyum savignyi
- Trididemnum savignii (Herdman, 1886)
- Sepia savignyi (H. de Blainville, 1827)
- Mitra savignyi (Payraudeau, 1826)
- Anachis savignyi (Moazzo, 1939)
- Savignyella (Levinsen, 1909)
- Ophiactis savignyi (J. Müller & Troschel, 1842; Ljungman, 1867)
- Siderastrea savignyana (Milne Edwards & Haime, 1850)
- Microcosmus savignyi (Monniot, 1962)
- Dynamenella savignii (H. Milne Edwards, 1840)
- Leptochelia savignyi (Krøyer, 1842)
- Planaxis savignyi (Deshayes, 1844)
- Vexillum savignyi (Payraudeau, 1826)
- Diadema savignyi (Audouin, 1809)
- Thais savignyi (G. P. Deshayes, 1844)
- Goniopora savignyi (Dana, 1846)
- Loimia savignyi (M'Intosh, 1885)
- Ciona savignyi
- genre Savignyella Levinsen, 1900

ainsi qu'une plante, Savignya DC. (1821 ; Brassicaceae), et un collège de Provins.